# Silihasih
Silihasih is een bestuurslaag in het regentschap Cirebon van de provincie West-Java, Indonesië. Silihasih telt 3957 inwoners (volkstelling 2010).